# Eremiaphila reticulata
Eremiaphila reticulata är en bönsyrseart som beskrevs av Lucien Chopard 1941. Eremiaphila reticulata ingår i släktet Eremiaphila och familjen Eremiaphilidae. Inga underarter finns listade i Catalogue of Life.